# Donji Crnogovci
Donji Crnogovci es una localidad de Croacia en el ejido del municipio de Staro Petrovo Selo, condado de Brod-Posavina.

## Geografía
Se encuentra a una altitud de 96 m s. n. m. a 155 km de la capital nacional, Zagreb.

## Demografía
En el censo 2011 el total de población de la localidad fue de 131 habitantes.
| Gráfica de población de Donji Crnogovci 1857-2011                   |
|                                                                     |
| Según los censos de población de la oficina estadística de Croacia. |